# Myyrinsalo
Myyrinsalo är en ö i Finland. Den ligger i Pyhäjoki älv och i kommunen Oulais i den ekonomiska regionen  Ylivieska ekonomiska region  och landskapet Norra Österbotten, i den centrala delen av landet, 500 km norr om huvudstaden Helsingfors. Öns area är 4,5 hektar och dess största längd är 0,6 kilometer i öst-västlig riktning.